# Greniera poljakovae
Greniera poljakovae är en tvåvingeart som beskrevs av Patrusheva 1977. Greniera poljakovae ingår i släktet Greniera och familjen knott. Inga underarter finns listade i Catalogue of Life.